# Caj Ehrstedt

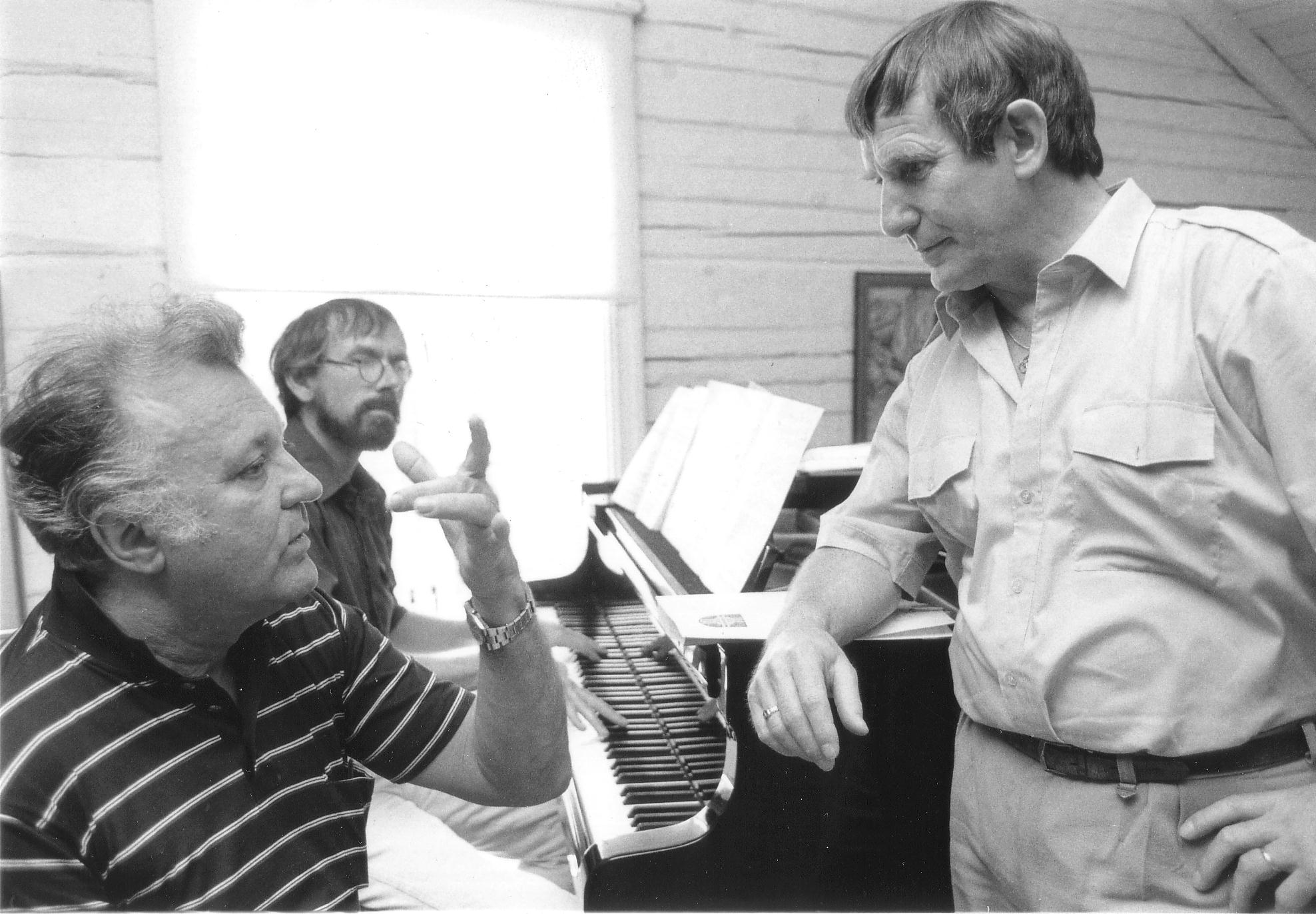
Caj Ehrstedt (till höger) med Nicolai Gedda.

Caj Gunnar Ehrstedt, född 13 november 1937 i Kimito, död 8 februari 2015 i Ekenäs, var en finlandssvensk operasångare (tenor).
Ehrstedt utbildade sig till folkskollärare vid seminariet i Nykarleby. Under studietiden tog han lektioner i sång av Georg Tarvos. Efter lärarexamen 1960 fortsatte han att studera sång för Jorma Huttunen och Antti Koskinen i Helsingfors. Ehrstedt deltog vid Klemetti-institutets nationella sångtävling (sedermera sångtävlingen i Villmanstrand) år 1964 och avgick med segern. Därefter fortsatte han att studera i såväl Stockholm (Martin Öhman) som i Milano (Tomaso Jappelli, Arturo Merlini och Elisabeta Pistolesi). Hans operadebut i Finland ägde rum vid Nationaloperan i september 1964 som Rodolfo i Puccinis opera La Bohème. Debutkonsert år 1966. År 1969 fick Ehrstedt anställning vid Kungliga Teatern i Stockholm och två år senare knöts han till Den Norske Operas fasta solistgarde. Ehrstedt framträdde även som oratorie- och passionssolist samt lied- och romanssångare främst i Norden.
Ehrstedt gav ut flera LP- och CD-skivor. Efter sin pensionering från Osloscenen 1991 verkade han som körledare och pedagog. År 2009 utkom Leif Nysténs biografi över Ehrstedt med titeln Rampljus.